# 恋慕 (テレビドラマ)
『恋慕』（れんぼ、ハングル：연모、英語表記：The King's Affection）は、2021年10月11日から12月14日まで、KBS2で放送された韓国のテレビドラマ。全20話。

## あらすじ
時は李氏朝鮮時代。当時は双子が禁じられていたため、彼女の生母は女児であるイ・フィ（パク・ウンビン）を宮外へ追放せざるを得なかった。しかし、世孫（セソン。次々期王位継承者）である兄が夭折したため、イ・フィは男装で世子となる。
彼女は毒舌の性格のため、周りが恐れている。しかし、そんな彼女は自身の師匠となったチョン・ジウン（ロウン）に心が揺れるようになる。

## 登場人物

### 主要人物
- タミ / イ・フィ：パク・ウンビン

世子（セジャ。王位継承者）。亡くなってしまった双子の兄に成り代わり、男装して世子となる。正体を見抜かれないように、傲慢な性格を偽る。
- チョン・ジウン：ロウン（SF9）

イ・フィの師匠。
明に留学していた。
- イ・ヒョン：ナム・ユンス

王族。イ・フィの親族。
フィとは兄弟のように育つ。
- キム・ガオン：チェ・ビョンチャン（VICTON）

イ・フィの護衛武士。
- シン・ソウン：ぺ・ユンギョン

吏曹判書の娘。
類まれな美貌を持つ。ジウンに想いを寄せる。
- ノ・ハギョン：チョン・チェヨン

兵曹判書の娘。
純粋な心を持つ。フィに惹かれていく。

### 王宮
- ハン・ギジェ：ユン・ジェムン

領議政（ヨンイジョン）。イ・フィの祖父。
- チョン・ソクジョ：ペ・スビン

ハン・ギジェの側近。チョン・ジウンの父。
- ヘジョン：イ・ピルモ

国王。イ・フィの父。
娘として生まれてきたフィに冷たく当たる。

## スタッフ
- 脚本：ハン・ヒジョン
- 演出：ソン・ヒョヌク
- 制作：KBS2